# Test de convergencia
En matemáticas, los test de convergencia son métodos para evaluar la convergencia, la convergencia condicional, la convergencia absoluta, el intervalo de convergencia y divergencia de una serie infinita.

## Lista de tests

### Límite del sumando
También denominado test preliminar. Si el límite del sumando es indefinido o distinto de cero, es decir, si    {\displaystyle \lim _{n\to \infty }a_{n}\neq 0} entonces la serie diverge. En este sentido, las sumas parciales son Sucesión de Cauchy si y solo si este límite existe y es igual a cero. El test no es concluyente si el límite del sumando es cero.

### Criterio de d'Alembert
Suponemos que existe {\displaystyle r} tal que: {\displaystyle \lim _{n\to \infty }\left|{\frac {a_{n+1}}{a_{n}}}\right|=r.}
Si r < 1, entonces la serie converge. Si r > 1, entonces la serie es divergente. Si r = 1, el test no es concluyente, y la serie puede converger o divergir.

### Criterio de la raíz de Cauchy
Definimos r cómo:
{\displaystyle r=\limsup _{n\to \infty }{\sqrt[{n}]{|a_{n}|}},}
donde "lim sup" denota el límite superior (posiblemente ∞; si el límite existe y es del mismo valor).
Si r < 1, entonces la serie converge. Si r > 1, entonces la serie diverge. Si r = 1, el test no es concluyente, y la serie puede converger o divergir.

### Test de la integral
La serie se puede comparar con una integral y establecer de esta forma la convergencia o divergencia de la misma. Si {\displaystyle f:[1,\infty )\to \mathbb {R} _{+}} es una función positiva y monótona decreciente tal que {\displaystyle f(n)=a_{n}}. Si
{\displaystyle \int _{1}^{\infty }f(x)\,dx=\lim _{t\to \infty }\int _{1}^{t}f(x)\,dx<\infty ,}
entonces la serie converge. Pero si la integral diverge, entonces la serie también lo hace. De esta forma, la serie converge si y solo si la integral converge.

### Test por comparación directa
Si la serie {\displaystyle \sum _{n=1}^{\infty }b_{n}} es absolutamente convergente y {\displaystyle |a_{n}|\leq |b_{n}|} para a n suficientemente grande, entonces la serie {\displaystyle \sum _{n=1}^{\infty }a_{n}} converge absolutamente.

### Test de comparación de límites
Si {\displaystyle \left\{a_{n}\right\},\left\{b_{n}\right\}>0}, y el límite {\displaystyle \lim _{n\to \infty }{\frac {a_{n}}{b_{n}}}} existe y es diferente de cero, entonces {\displaystyle \sum _{n=1}^{\infty }a_{n}} converge si y solo si {\displaystyle \sum _{n=1}^{\infty }b_{n}} converge.

### Criterio de condensación de Cauchy
Sea {\displaystyle \left\{a_{n}\right\}} una secuencia positiva no creciente. Entonces la suma {\displaystyle A=\sum _{n=1}^{\infty }a_{n}} converge si y solo si la suma {\displaystyle A^{*}=\sum _{n=0}^{\infty }2^{n}a_{2^{n}}} converge. Además, si convergen, entonces {\displaystyle A\leq A^{*}\leq 2A}.

### Test de Abel
Suponiendo que las siguientes condiciones se cumplen:
1. {\displaystyle \sum a_{n}} es una serie convergente,
2. {\displaystyle b_{n}} es una sucesión monótona y limitada

Entonces {\displaystyle \sum a_{n}b_{n}} es también convergente. Nótese que este criterio es especialmente útil en el supuesto de que {\displaystyle \sum a_{n}} sea una sucesión convergente no absoluta (léase condicional). En el caso de que sea absolutamente convergente, a pesar de aplicarse, es casi un corolario evidente.

### Test para series alternadas
También conocido como Criterio de Leibniz, suponemos que las siguientes suposiciones son ciertas:
1. {\displaystyle \sum _{n=1}^{\infty }a_{n}} es una serie cuyos términos oscilan entre valores positivos y negativos,
2. {\displaystyle \lim _{n\to \infty }a_{n}=0},
3. el valor absoluto de cada término es menor que el valor absoluto del término precedente.

Entonces podemos afirmar que:
{\displaystyle \sum _{n=1}^{\infty }a_{n}} es una serie convergente.